# Pleura (Insekten)
Bei Insekten bezeichnet die Pleura oder Pleure oder Pleurit (altgriechisch πλευρά pleurá, deutsch ‚Körperseite‘) paarige laterale (seitliche) Sklerite, das sind sklerotisierte Chitinplatten. Die beiden Pleurae (oder Pleuren) verbinden die dorsalen (rückenseitigen) Tergite (das Notum) mit den ventralen (bauchseitigen) Sterna. Sie umfassen bei den Körpersegmenten des Thorax auch die Beingelenke.
Die (jeweils zwei) Pleurae des ersten, zweiten und dritten Thoraxsegments bezeichnet man als Pro-, Meso- und Metapleurae. 
Bei einer Cryptopleurie (altgriechisch κρυπτός kryptós, deutsch ‚verborgen, geheim‘) sind die Pleurae weitgehend reduziert und z. B. im Prothorax durch die heruntergezogenen Seiten des Halsschilds verdrängt. Letzteres findet sich bei Käfern (Coleoptera) und Heuschrecken (Saltatoria).